# San José de Guaribe (município)
San José de Guaribe é um município da Venezuela localizado no estado de Guárico.
A capital do município é a cidade de San José de Guaribe.